# Illarion Ivanov-Schitz
Illarion Alexandrovitch Ivanov-Schitz (en russe : Илларио́н Алекса́ндрович Ивано́в-Шиц), né le 28 mars 1865 au village de Mikhaïlovka dans l'oblast de Voronej et mort le 7 décembre 1937  à Moscou, est un architecte russe (puis russe soviétique), maître du style Art nouveau russe, appelé dans ces contrées Modern Style. Son propre style mélange le vocabulaire Art nouveau de la Sécession viennoise avec des éléments inspirés de la Grèce antique. Il a travaillé à Moscou tout au long de sa carrière, construisant surtout des banques, des sièges de sociétés commerciales, des établissements d'enseignement, des cliniques, etc. Sous le nouveau régime soviétique, il a reconstruit le grand palais du Kremlin sous la salle de séances du Soviet suprême.

## Biographie
Ivanov-Schitz poursuit ses études au lycée moderne de Voronej, puis entre en 1883 à l'École d'architecture de Saint-Pétersbourg. Il reçoit à plusieurs reprises la médaille d'or. Après la fin de ses études en 1888, il fait un voyage d'études dans l'Empire allemand, en Autriche-Hongrie et en Suisse.
Il s'installe en 1889 à Moscou et travaille deux ans comme assistant de l'architecte de la ville, Max Hoeppener, puis comme ingénieur civil au département des constructions du gouvernement de Moscou. Il obtient le titre d'architecte de la ville en 1890 et un an plus tard fait partie du comité d'architecture du ministère de l'Intérieur. Il accomplit un grand voyage d'études en Europe occidentale en 1891-1892 et s'intéresse notamment à l'architecture d'Otto Wagner.
Au début de sa carrière, Ivanov-Schitz suit les tendances de l'historicisme architectural. Sa première commande importante avec Lev Kekouchev concerne la construction de gares, de dépôts et ateliers ferroviaires de la ligne Vologda-Arkhanguelsk (1895-1896). Il construit aussi plusieurs immeubles de rapport à Moscou et s'inspire de l'Art nouveau franco-belge qui devient très à la mode dans toute l'Europe du Nord. Ensuite il ajoute des éléments du Jugenstil viennois. En 1905, fort de ses succès, il dirige le département d'architecture de la municipalité de Moscou. Il est à l'apogée de sa carrière et construit des bâtiments importants avec des verticales modernes et des éléments à la grecque.
Dans les années 1920, il construit l'hôpital Botkine à Moscou, pendant la guerre civile russe. Ensuite après la guerre civile, il rénove des immeubles à Moscou pour le compte du commissariat du peuple aux finances. Il modernise une clinique ophtalmologique en 1929. Entre 1925 et 1936, il construit des maisons de repos et de vacances (appelées sanatorium en URSS) à Sotchi, Barvikha et Abastumani. Il rénove et reconstruit le grand palais du Kremlin dans les années 1930. Ce palais a retrouvé son style d'antan dans les années 1990.
Il reçoit l'ordre de Lénine. Il est enterré au cimetière du couvent de Novodiévitchi à Moscou.

## Illustrations

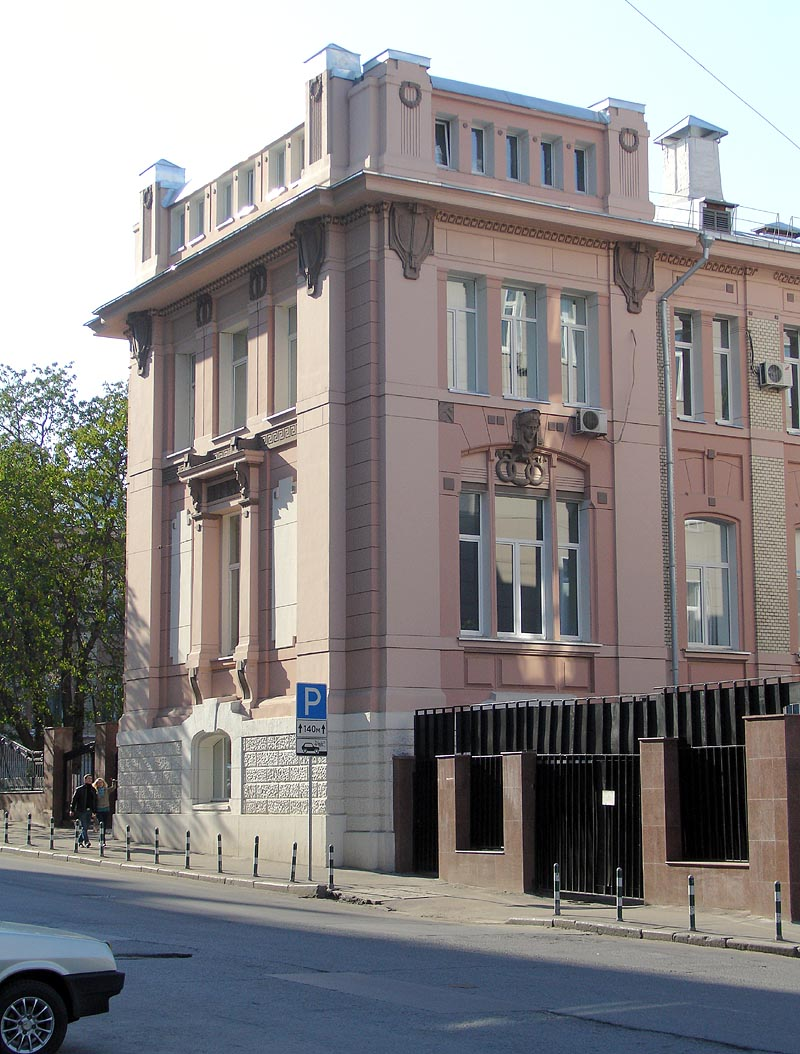
Ancien siège de la caisse d'épargne de Moscou, 2 voie Rakhmanovski (1902-1907)
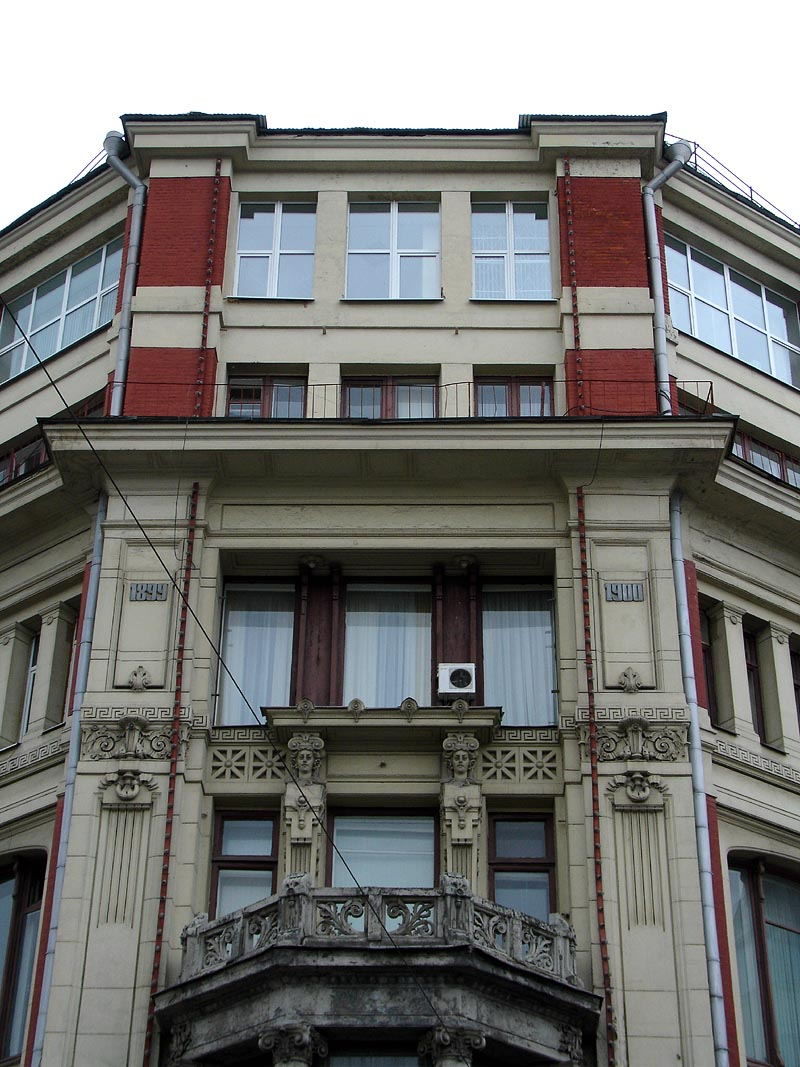
Immeuble 6, Pont des Forgerons (sauf les deux derniers étages construits plus tard) (1898-1900
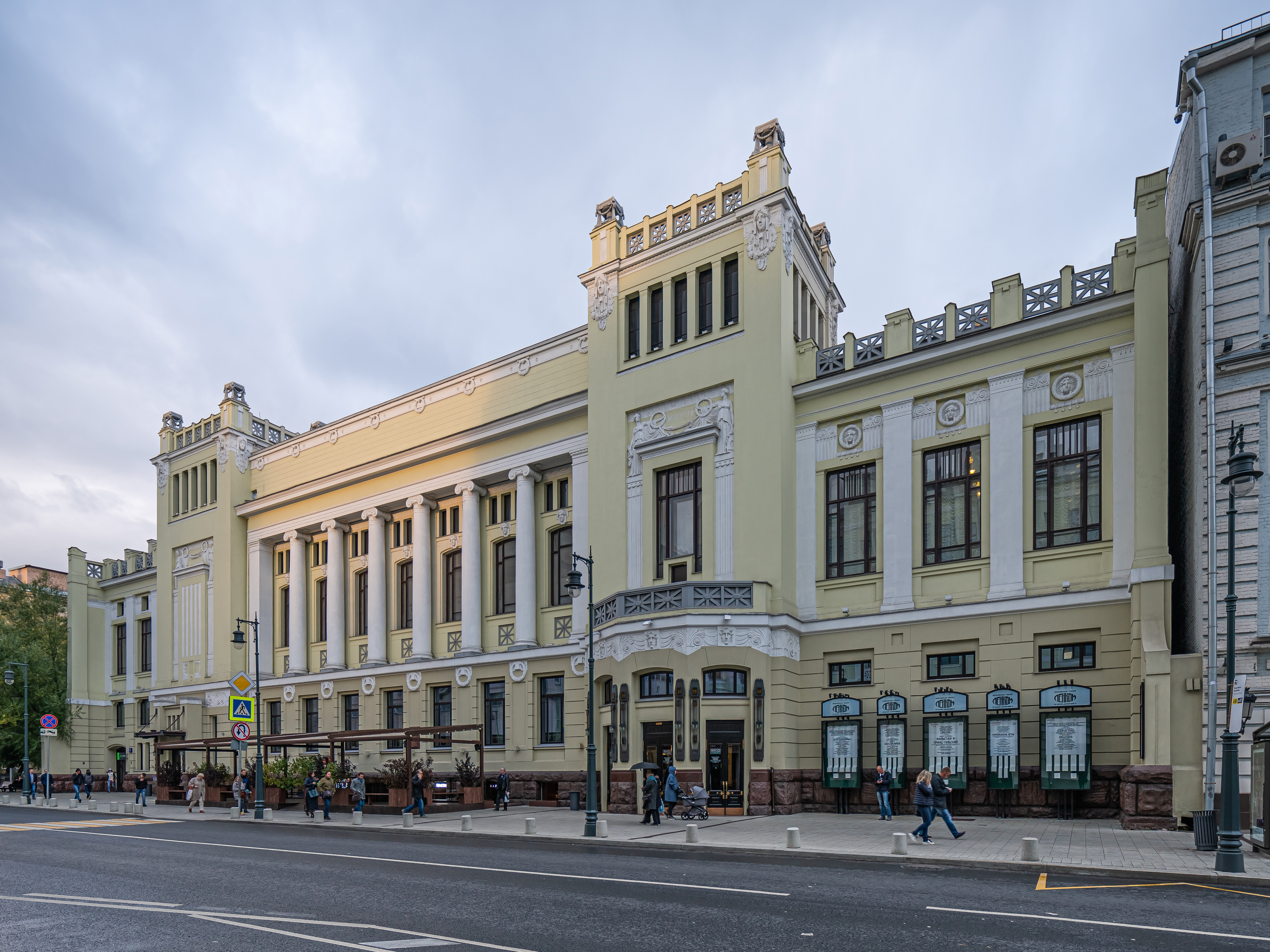
Assemblée de la guilde des marchands de Moscou, aujourd'hui théâtre du Lenkom (1907-1908), 6 rue Malaïa Dmitrovka
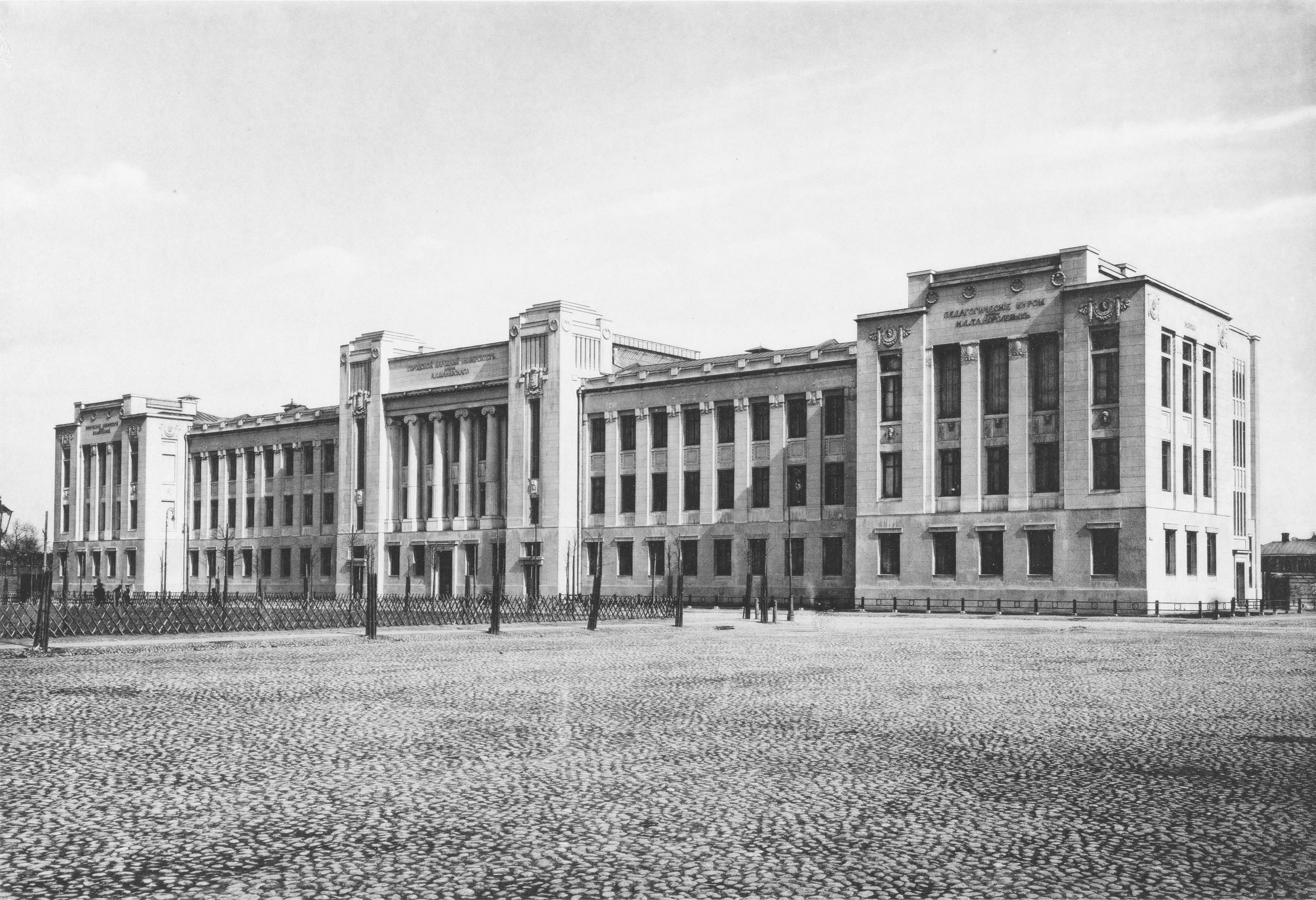
Université Chaniavski (1910-1915)
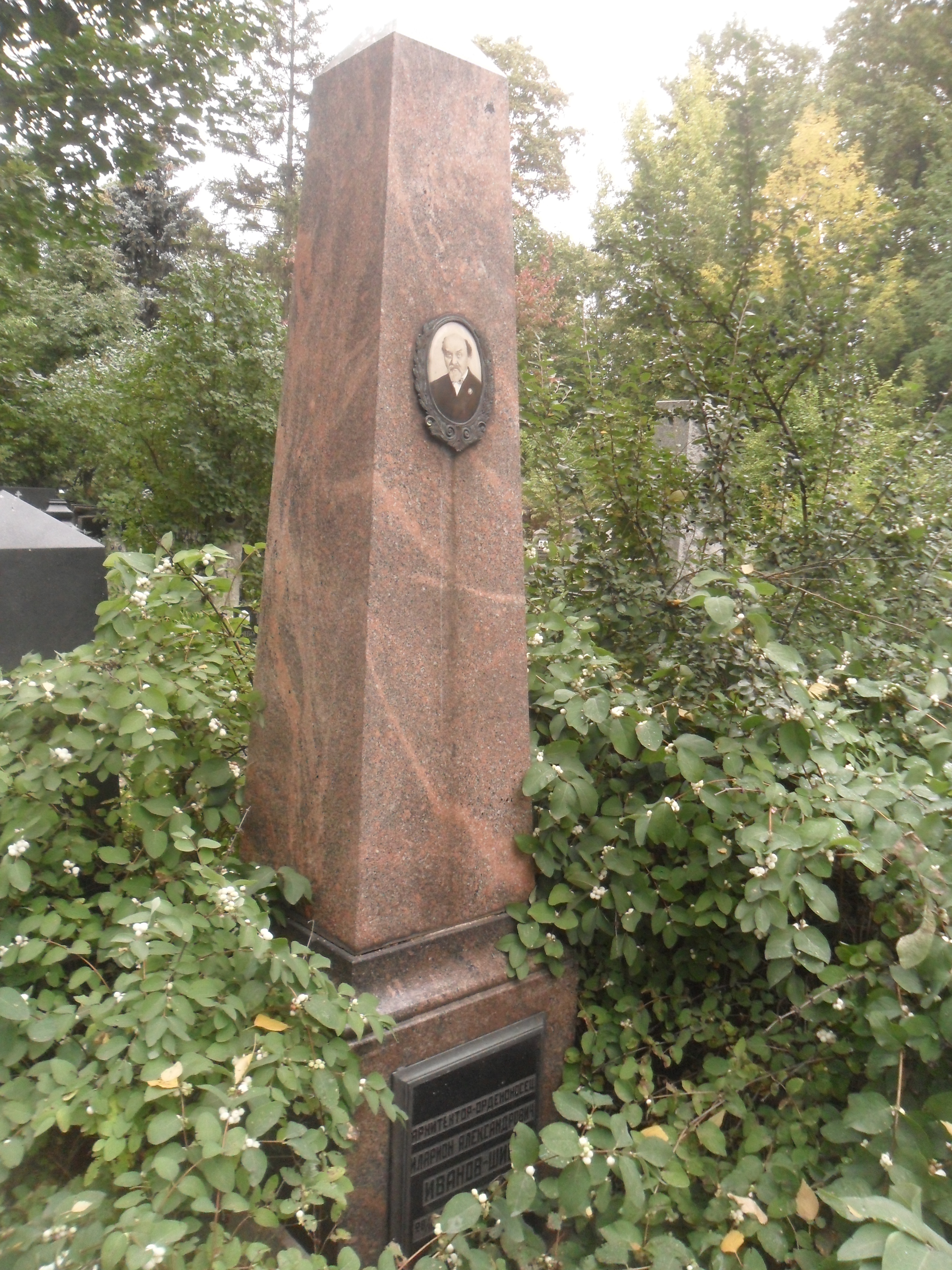
Sa tombe à Moscou